# Van Johnson (acteur)
Van Johnson, geboren als Charles Van Dell Johnson (Newport (Rhode Island), 25 augustus 1916 – Orangetown (New York), 12 december 2008), was een Amerikaans acteur.

## Levensloop
Zijn vader was een uit Zweden afkomstige loodgieter en zijn moeder had Pennsilvaanse wortels. Na een aantal successen op Broadway, kreeg Van Johnson in 1942 een contract bij MGM en ging naar Hollywood. De grote, roodharige acteur profiteerde van het feit dat alle gevestigde sterren in militaire dienst waren, terwijl Johnson was vrijgesteld van legerdienst nadat hij gewond was geraakt bij een auto-ongeval en een ijzeren plaat in zijn voorhoofd was geplaatst. Hij speelde de rol van "all-American boy" en werd in twee jaar tijd een der tien meest opbrengende filmsterren. Hij was bekend om zijn rode sokken en werd de niet-zingende Frank Sinatra genoemd. De studio plaatste hem dikwijls naast June Allyson of Esther Williams in groots opgezette musicals en romantische films. Na het einde van de Tweede Wereldoorlog nam zijn populariteit af en ging Van Johnson de dramatische filmtoer op. Bekende rollen waren die van Holley in "Battleground", Charles Wills in The Last Time I Saw Paris en van luitenant Steve Maryk in "The Caine Mutiny".
Johnson deed ook gastoptredens in tv-reeksen zoals "Batman" ( "de minstreel" in 2 afleveringen in 1966), "Here's Lucy" en "The Love Boat" en in de miniserie "Rich Man, Poor Man". In 1985 maakte hij een kleine comeback. Hij speelde mee in de Broadwaymusical "La Cage Aux Folles" en speelde een bijrol in Woody Allens "The Purple Rose of Cairo".
Johnson was in 1947 gehuwd met Eve Lynn Abbott, op de dag van haar scheiding van acteur Keenan Wynn. Het koppel scheidde in 1961. Hij onderging in 1963 een behandeling tegen huidkanker. Van Johnson stierf op 92-jarige leeftijd.

## Filmografie
| - Too Many Girls (1940) - Murder in the Big House (1942) - The War Against Mrs. Hadley (1942) - Somewhere I'll Find You (1942) - Dr. Gillespie's New Assistant (1942) - The Human Comedy (1943) - Dr. Gillespie's Criminal Case (1943) - Pilot #5 (1943) - Madame Curie (1943) - A Guy Named Joe (1943) - Two Girls and a Sailor (1944) - The White Cliffs of Dover (1944) - Three Men in White (1944) - Thirty Seconds Over Tokyo (1944) - Between Two Women (1945) - Thrill of a Romance (1945) - Week-End at the Waldorf (1945) - Ziegfeld Follies (1946) - Easy to Wed (1946) - No Leave, No Love (1946) - Till the Clouds Roll By (1946) - High Barbaree (1947) - The Romance of Rosy Ridge (1947) - The Bride Goes Wild (1948) - State of the Union (1948) - Command Decision (1948) - Mother Is a Freshman (1949) - Scene of the Crime (1949) - In the Good Old Summertime (1949) - Battleground (1949) - The Big Hangover (1950) - Duchess of Idaho (1950) - Grounds for Marriage (1951) - Three Guys Named Mike (1951) - Go for Broke! (1951) - It's a Big Country (1951) - Too Young to Kiss (1951) - Invitation (1952) - When in Rome (1952) - Washington Story (1952) | - Plymouth Adventure (1952) - Confidentially Connie (1953) - Remains to Be Seen (1953) - Easy to Love (1953) - Siege at Red River (1954) - Men of the Fighting Lady (1954) - The Caine Mutiny (1954) - Brigadoon (1954) - The Last Time I Saw Paris (1954) - The End of the Affair (1955) - The Bottom of the Bottle (1956) - Miracle in the Rain (1956) - 23 Paces to Baker Street (1956) - Slander (1956) - The Pied Piper of Hamelin (1957) - Kelly and Me (1957) - Action of the Tiger (1957) - The Last Blitzkrieg (1959) - Beyond This Place (1959) - Subway in the Sky (1959) - The Enemy General (1960) - Wives and Lovers (1963) - Divorce American Style (1967) - Where Angels Go, Trouble Follows (1968) - Yours, Mine and Ours (1968) - Eagles Over London (1969) - The Price of Power (1969) - Eye of the Spider (1971) - Concorde Affaire '79 (1979) - From Corleone to Brooklyn (1979) - The Battle of the Eagles (1979) - The Kidnapping of the President (1980) - Murder in an Etruscan Cemetery (1982) - The Purple Rose of Cairo (1985) - Down There in the Jungle (1986) - Taxi Killer (1988) - Killer Crocodile (1989) - Delta Force Commando II: Priority Red One (1990) - Clowning Around (1992) |